# Route nationale 91 (France)
Pour les articles homonymes, voir Route nationale 91.
La route nationale 91, ou RN 91, était une route nationale française reliant Grenoble à Briançon. La route est entièrement déclassée en départementale et renommée RD 5 (route départementale 5) entre Grenoble et Vizille, puis RD 1091 (route départementale 1091) sur le reste de son trajet.
Cet axe permet une liaison directe entre le sud du département de l'Isère (région Auvergne-Rhône-Alpes) et le nord du département des Hautes-Alpes (région Provence-Alpes-Côte-d'Azur), à travers le massif alpin.
Cette route à travers les Alpes a été précédée par plusieurs autres voies de circulation, dont une voie romaine reliant Grenoble à Briançon durant l'Antiquité et, des siècles plus tard, la route de Grenoble à Briançon, aussi nommée petite route de l'Oisans,, puis la route impériale no 110 au début du XIXe siècle. Leurs tracés n'étaient pas identiques, mais globalement proches.

## Tracé
La route nationale 91 se trouve dans les départements de l'Isère et des Hautes-Alpes ; elle passe par :
- Grenoble (km 0)
- Vizille (km 17)
- Séchilienne
- Gavet, commune de Livet-et-Gavet
- Rioupéroux, commune de Livet-et-Gavet
- Livet, commune de Livet-et-Gavet
- Rochetaillée, commune du Bourg-d'Oisans
- La Paute, commune du Bourg-d'Oisans
- Le Bourg-d'Oisans (km 49), point de départ de la Montée de l'Alpe d'Huez
- Le Freney-d'Oisans
- Mizoën
- La Grave (km 77)
- Villar-d'Arêne
- le col du Lautaret (communes de Villar-d'Arène et Le Monêtier-les-Bains)
- Le Monêtier-les-Bains (km 101)
- La Salle-les-Alpes (domaine de la station de Serre Chevalier)
- Saint-Chaffrey (domaine de la station de Serre Chevalier)
- Briançon (km 115)

## Historique général

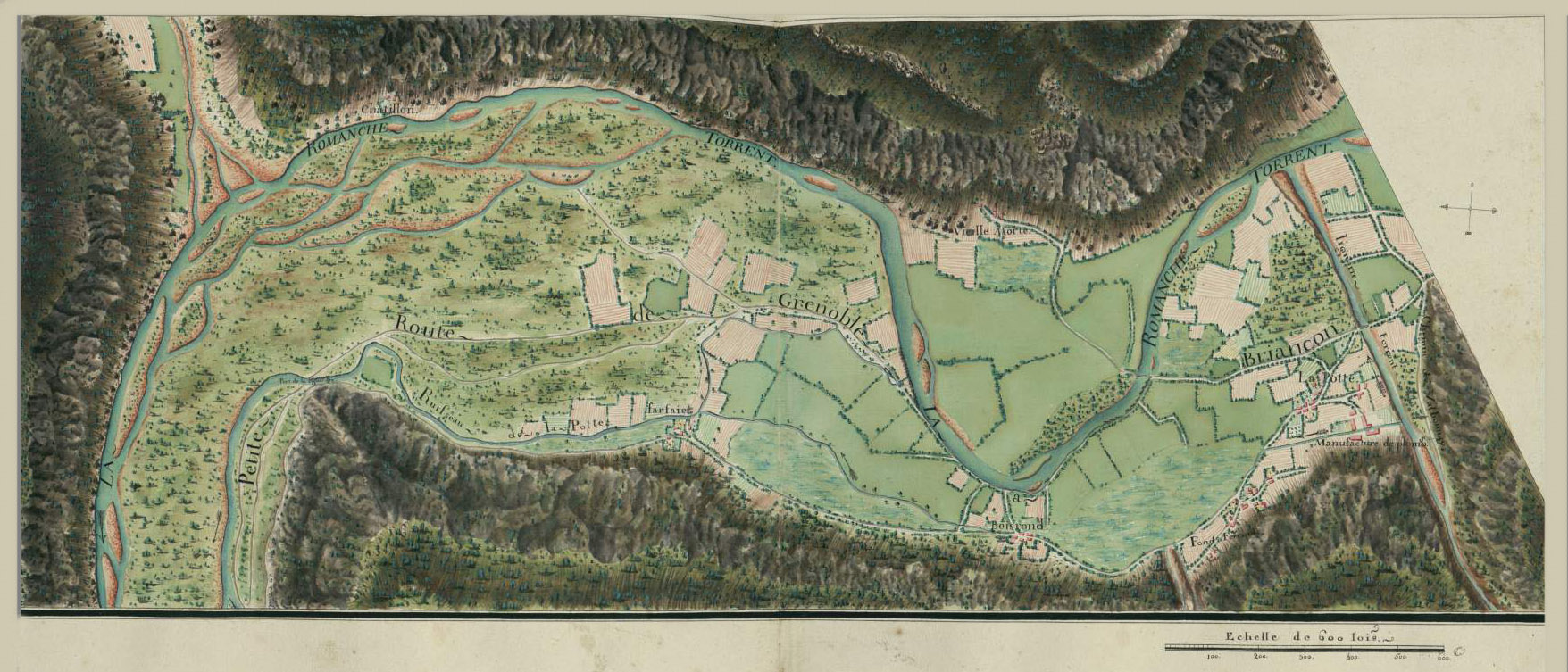
Carte de la vallée de la Romanche entre Livet-et-Gavet et le Bourg-d'Oisans, extraite de l'Atlas de Trudaine pour la généralité de Grenoble, milieu du XVIIIe siècle (Archives nationales)

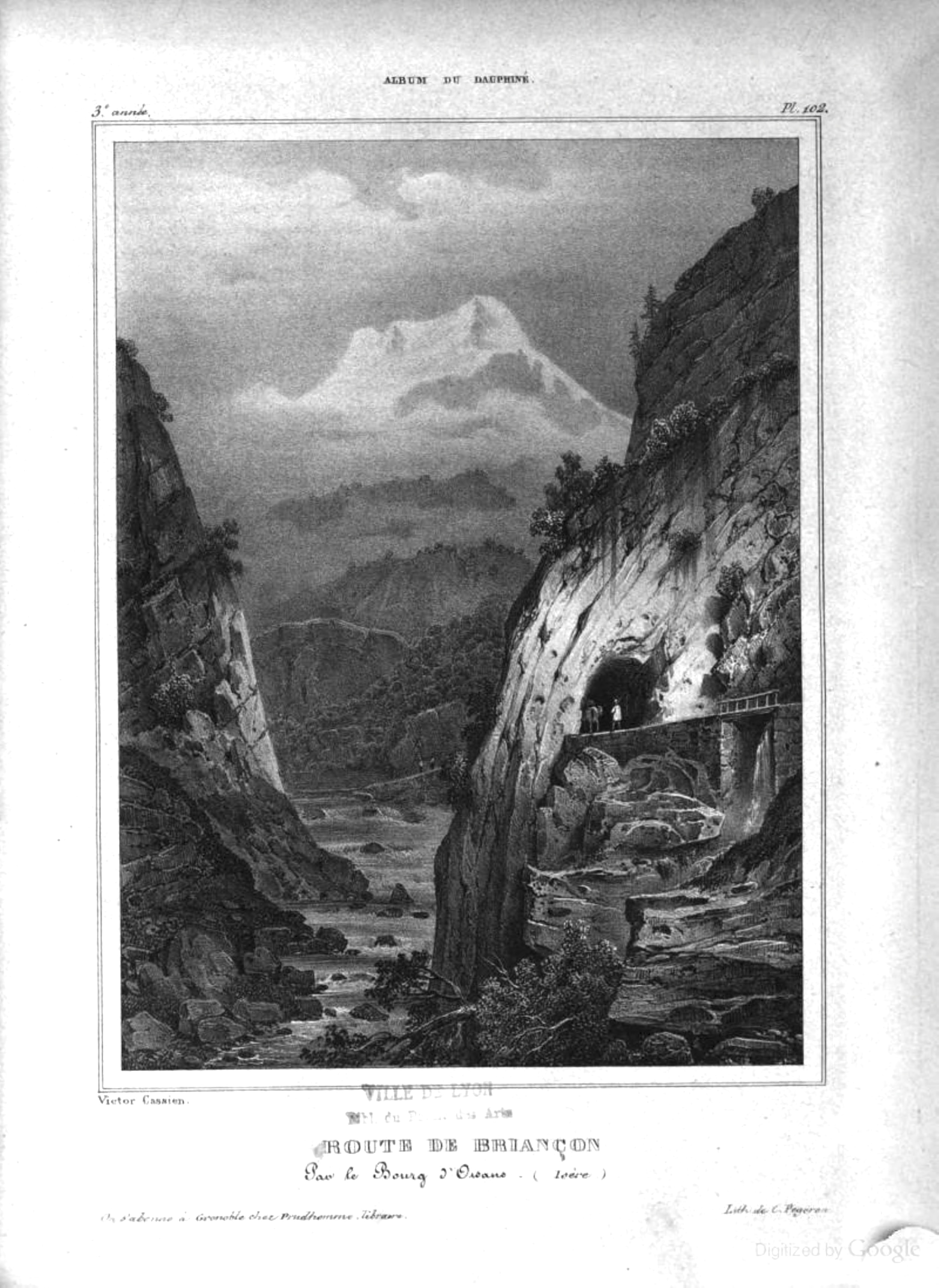
Route de Briançon, par le Bourg-d'Oisans (Isère), illustration de Victor Cassien (1808-1893), avant 1837

La route nationale 91 succède à la route impériale no 110, elle-même ayant remplacé la « petite route de l'Oisans » ou « petite route de Grenoble à Briançon », qui avait elle-même succédé à un sentier muletier, une voie romaine et d'autres sentiers plus anciens encore permettant le déplacement des humains depuis plusieurs millénaires le long de la vallée de la Romanche et à travers l'Oisans.

### XIXesiècle
Au début du XIXe siècle, sous le Premier Empire, afin de faciliter la circulation entre France et Italie, et à des fins notamment militaires et commerciales, Napoléon Ier décide de grands travaux routiers dans l'ancien Dauphiné, comprenant l'aménagement de grands cols alpins et de routes stratégiques. Les travaux d'aménagement de la « petite route de Grenoble à Briançon » ont lieu entre 1807 et 1884, avec des moments d'arrêt selon les différents régimes politiques qui se succèdent alors et des problèmes techniques liés aux terrains naturels traversés : à la fin de cette période, c'est une route carrossable qui a une largeur de 8 mètres dont la chaussée est faite d'une couche de 15 centimètres de pierre cassée locale et de sable graveleux. Ce sont les Ponts-et-Chaussées qui ont été maitre d’œuvre du chantier. La nouvelle route se démarque souvent du tracé de l'ancien chemin muletier.
La construction de la route entre le Bourg-d'Oisans et Briançon connait trois phases. Sous le Premier Empire, l'ingénieur en chef Dausse dirige l'étude technique du dossier et décide de suivre la vallée de la Romanche à travers les gorges de l'Infernet au lieu de suivre le chemin aux lacets en pente raide qui mène de la plaine du Bourg-d'Oisans à Mont-de-Lans. Deux tunnels sont ouverts de 1807 à 1809 : la galerie de l'Infernet et celle du Chambon, la route elle-même étant taillée dans le rocher. Les travaux s'interrompent faute de crédits, redirigés pour les guerres de l'Empire, puis à la chute de l'Empire, la Restauration ne poursuivant pas les travaux. Une deuxième phase de travaux a lieu sous la Monarchie de Juillet, avec en vue un développement économique, dans toute la France : deux lois de 1833 et 1836 engagent le rattachement des villages à la circulation générale. La route royale no 91 a des plans établis quelques années après ; c'est ce tracé, à peine modifié, qui est encore celui de la route de nos jours. Une nouvelle interruption des travaux a lieu en lien avec la crise économique de 1846-1848. À cette période, les tunnels des Ardoisières (Villar-d'Arène) et du Coin (La Grave) sont ouverts ou en voie de l'être, et le pont Maurian (La Grave) est en cours de réalisation. Sous Napoléon III, les travaux de la route reprennent. Cependant, l'enjeu stratégique lié à la situation frontalière de l'Oisans disparait en 1860 avec le rattachement de la Savoie à la France ; l'enjeu commercial devient prédominant. Des refuges sont ouverts le long de la route, comme celui du Lautaret en 1863, ou des hospices médiévaux sont remis en état comme celui de l'Oche dans la combe de Malaval ou celui de La Madeleine, entre le Lautaret et Le Monêtier. Sous la Troisième République ont encore lieu quelques travaux, 1883 connaissant le dernier chantier important.
Plusieurs incidents ont marqué la construction, comme une crue de la Romanche qui a emporté la route ouverte en 1842 entre la sortie du Bourg-d'Oisans et le pont Saint-Guillermé, après quoi a été mise en place une digue, ce qui n'a pas empêché qu'une autre crue en 1859 fasse décider du rehaussement de la chaussée. Il arrive parfois des accidents mortels lors de la construction.
Entre le Bourg-d'Oisans et Briançon, la majeure partie de la route est située à plus de 1000 mètres d'altitude, ce qui a engendré des conditions de travail particulières, liées à la neige, la pluie, le vent, notamment. Les moyens mis en œuvre peuvent nous sembler modestes aujourd'hui, et les explosifs ne sont utilisés que sur la fin de la période de construction ; les ouvriers sont « en majorité des étrangers, souvent des Piémontais ».
L'ouverture de cette route rend les communes qu'elle traverse et dessert plus facilement accessibles, ce qui permet un désenclavement des vallées de l'Oisans et de la Guisane, ce qui a aussi des effets sur la vie locale.

### XXesiècle

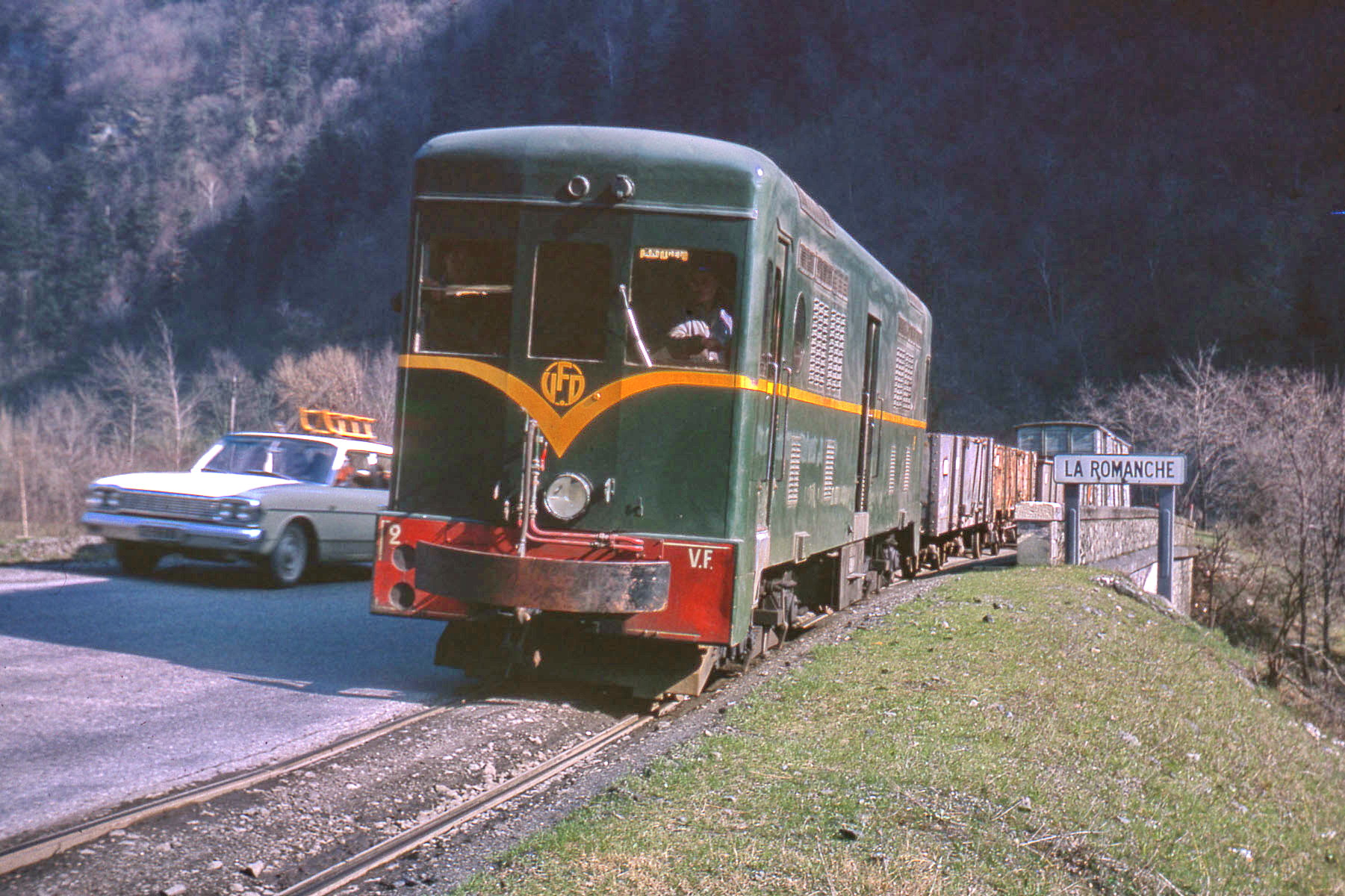
La ligne de Jarrie au Bourg-d'Oisans, que l'on voit ici en 1964, était implantée pour une large part en accotement de la RN 91

La route a aussi un usage touristique. En 1925, selon le géographe André Allix, un millier de voyageurs s'arrête quotidiennement au col du Lautaret en été, dont nombre en autocars et quelques-uns en voiture individuelle (250 voitures par jour).
Le tracé de la route nationale 91 ne subit principalement que des modifications mineures au XXe siècle. Toutefois, la création du barrage du Chambon dans les années 1920 et 1930 entraîne la submersion de la plaine du Chambon où passe la route dont le tracé est alors est modifié : elle emprunte l'adret au-dessus du lac de retenue et traverse quelques tunnels créés pour ce besoin. En prévision des Jeux olympiques d'hiver de 1968 dont Grenoble est la ville hôte, le contournement de Vizille est créé afin de fluidifier le trafic en direction de l'Alpe d'Huez où se tiennent les épreuves de bobsleigh.
À la fin du XXe siècle, cette route devient la départementale 1091 lors du déclassement de la route nationale 91 en route départementale. Son tracé ne change pas.

## Ouvrages d'art
Le tracé de la route comporte le franchissement de plusieurs ouvrages d'art tels que ponts et tunnels. Parmi les tunnels, se trouvent : le tunnel des Commères (entre le Bourg-d'Oisans et le Freney-d'Oisans), le tunnel de l'Infernet, (près du Freney-d'Oisans), de courtes galeries creusées dans la roche vers le barrage du Chambon, le tunnel du Chambon, la galerie du Grand Clos, le tunnel du Serre du Coin (à La Grave), le tunnel des Ardoisières (à Villar-d'Arène), la galerie paravalanche de la Marionaise (près du col du Lautaret). Autrefois, la route passait dans les tunnels des Valois et du Rif Blanc (entre le col du Lautaret et Le Monêtier-les-Bains).

Le percement au XIXe siècle des galeries du Coin et des Ardoisières permet le franchissement du verrou glaciaire séparant La Grave et Villar-d'Arêne : ce sont les plus longues et les plus coûteuses du trajet Grenoble-Briançon à l'époque ; elles permettent de remplacer l'ancien chemin muletier qui passait dans le schiste à flanc de montagne et s'effondrait régulièrement. L'ingénieur Alexandre Surrel en a dirigé les travaux et, en 1911, l'administration des Ponts-et-Chaussées a élevé un monument à sa mémoire : le buste de l'ingénieur, sculpté par J. Dampt (1853-1946), a par la suite été déplacé en amont de la galerie du Coin.

Quelques-uns des ouvrages d'art liés à la RD 1091
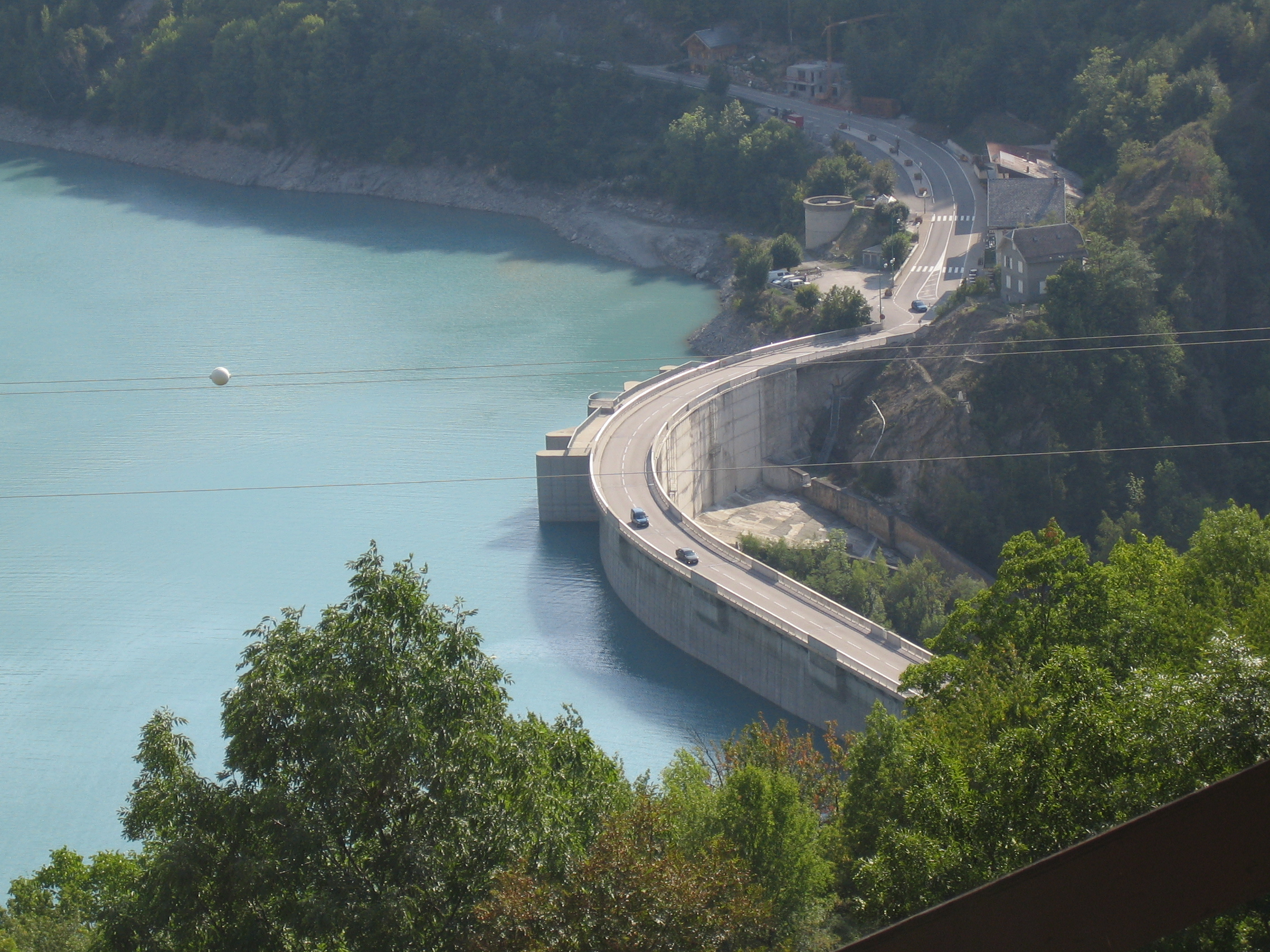
Passage de la route sur le faîte du barrage du Chambon.
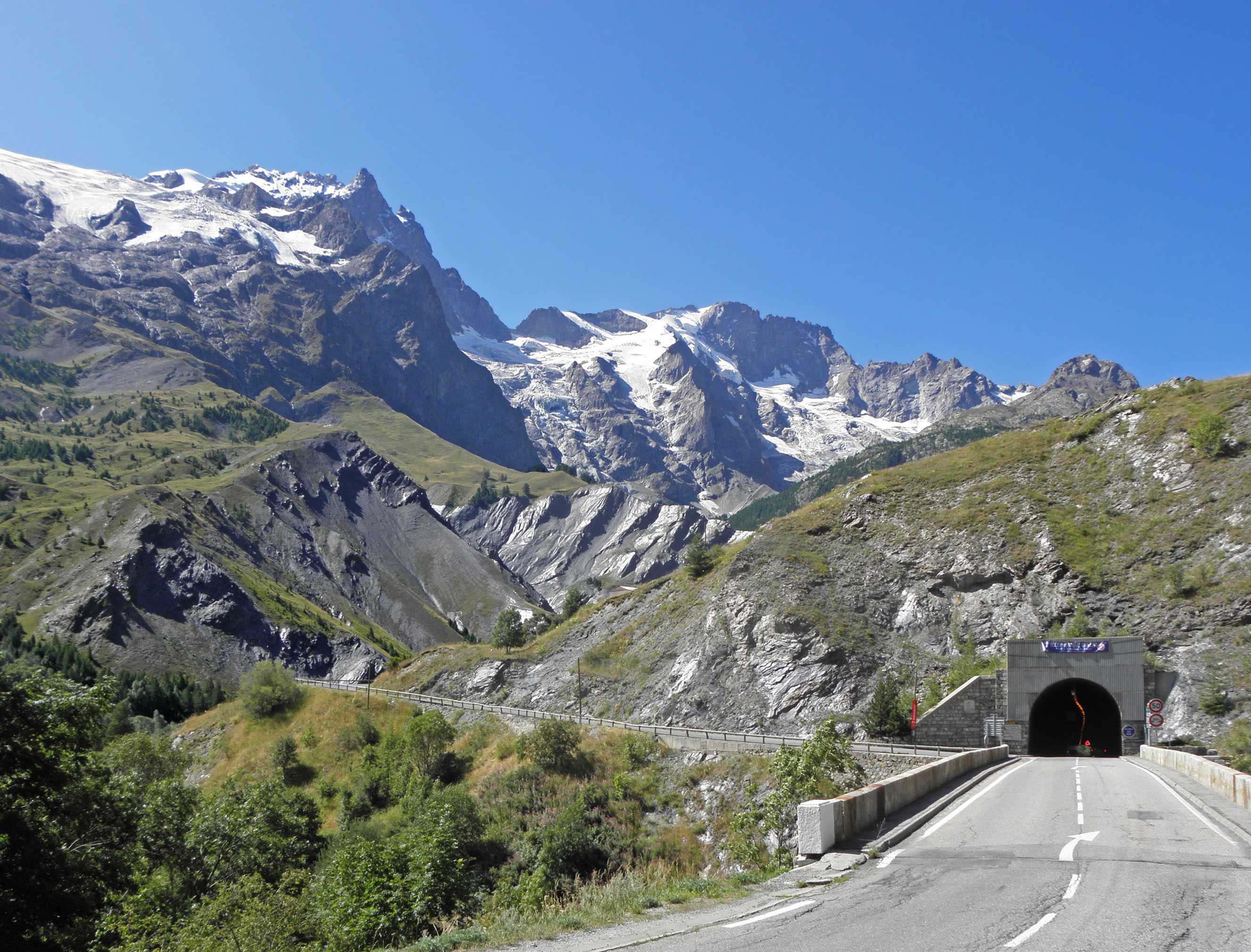
La RD 1091 passe ici sur le pont sur le Maurian puis entre dans le tunnel du Serre du Coin à La Grave.
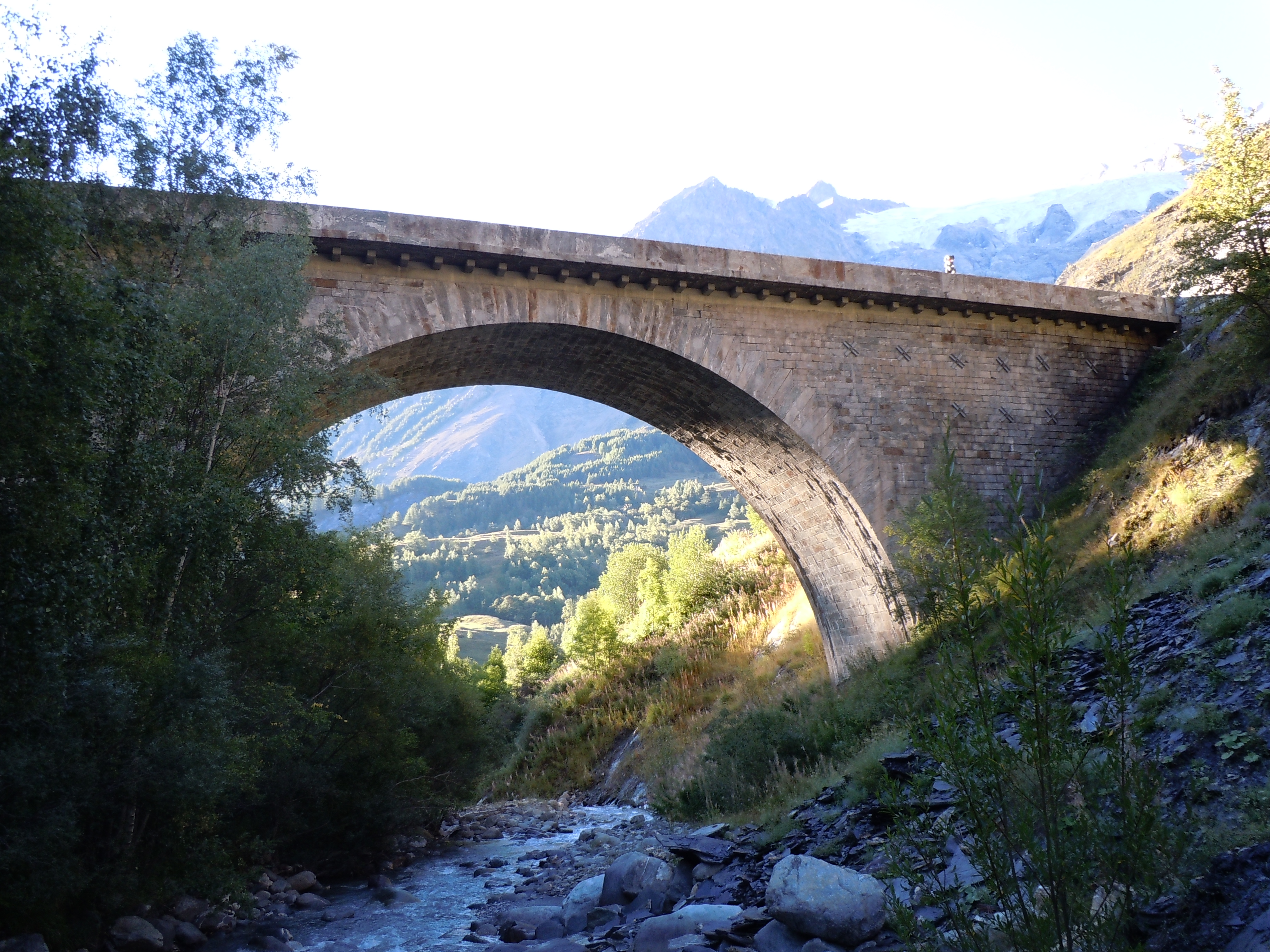
Le pont sur le Maurian (monument historique), près de La Grave.
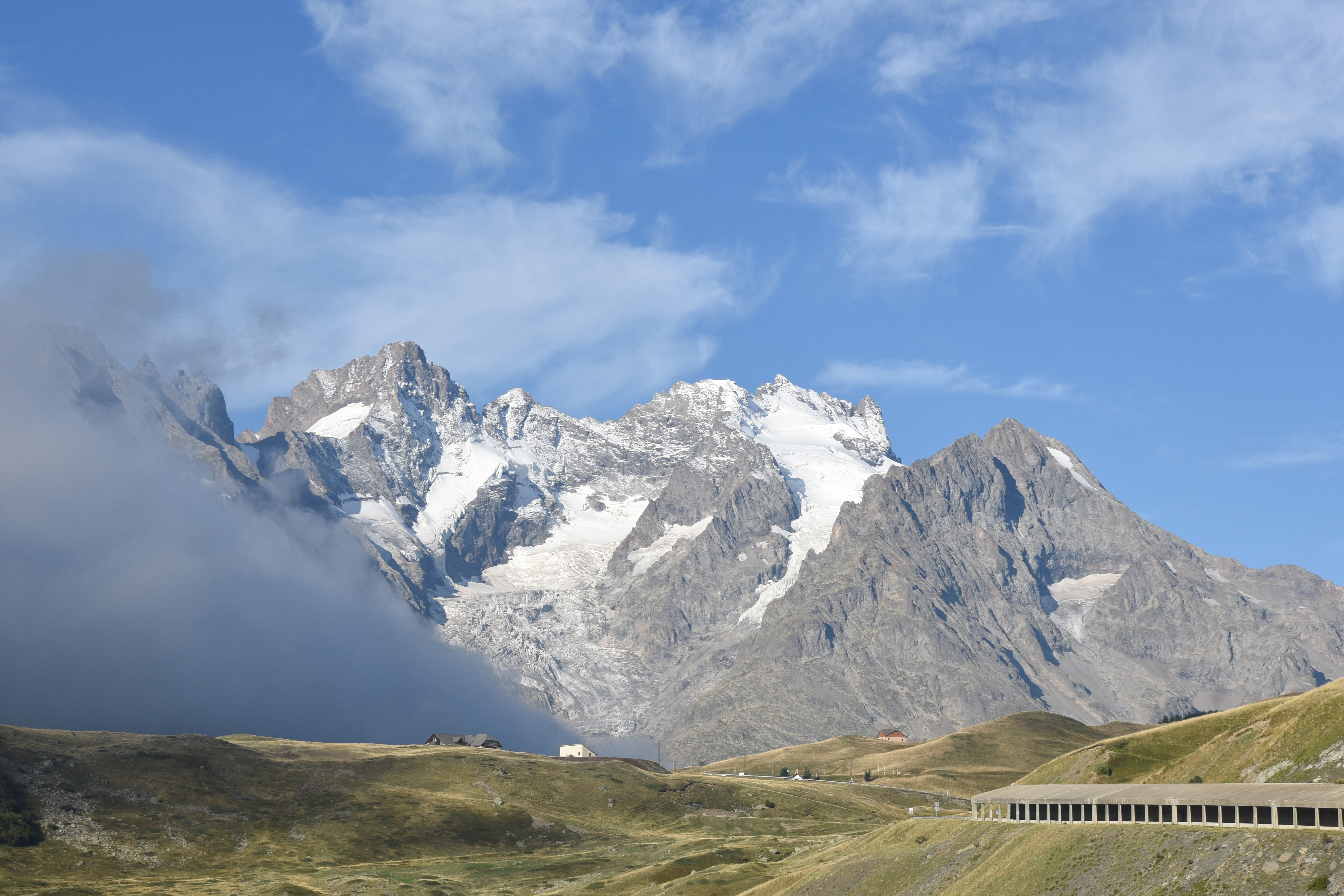
Sur la droite de l'image : galerie dans laquelle passe la RD 1091 près du col du Lautaret.

## Modification du tracé par la mise en eau du barrage du Chambon

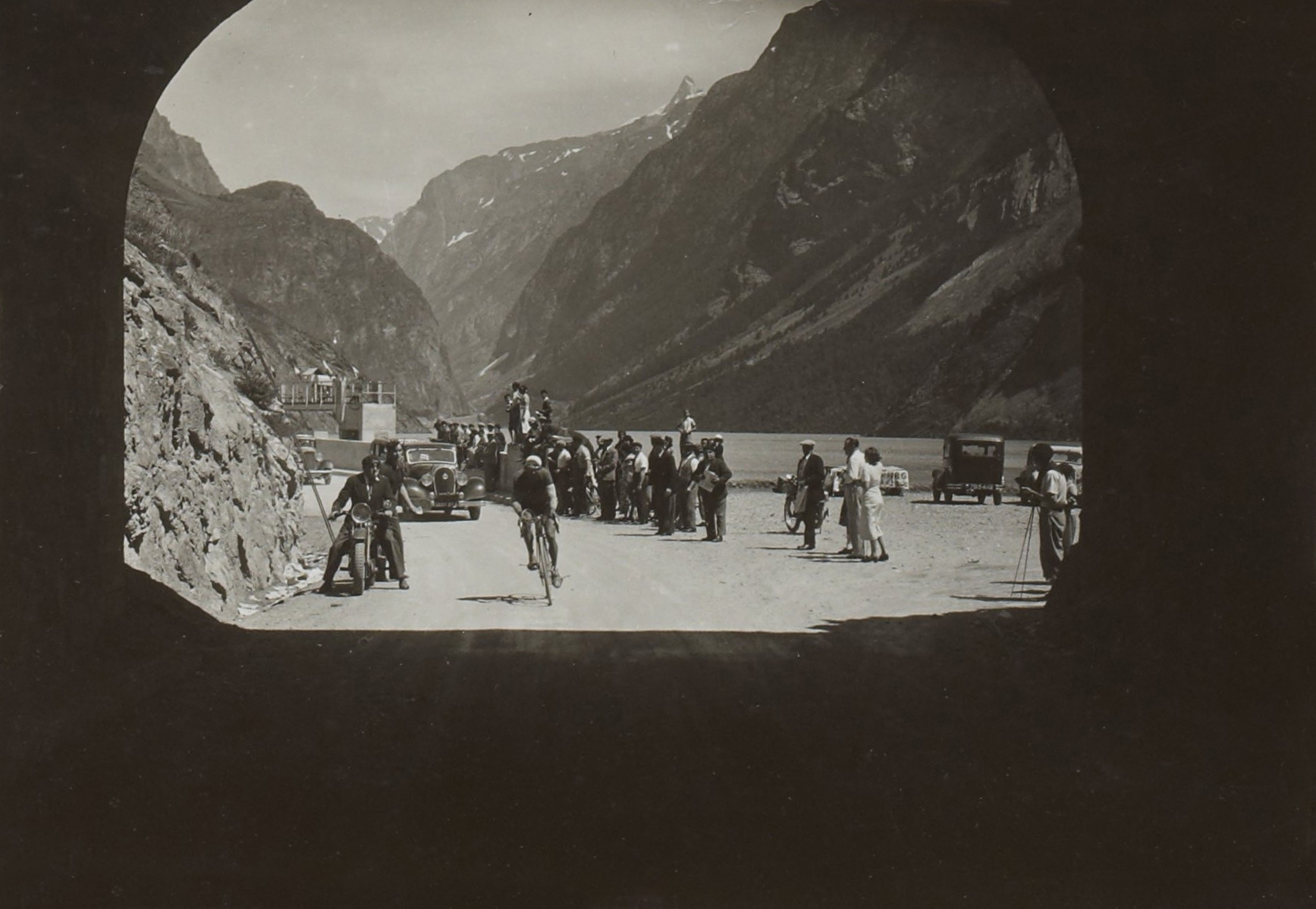
Passage du Tour de France 1936 dans le tunnel du Chambon.

Avant la création du barrage du Chambon (mis en eau en 1935), la route passait en fond de vallée. Le lac de retenue ayant pour effet de noyer cet endroit, un nouveau tracé est fait pour la route, qui passe sur le couronnement du barrage avant de longer le lac sur son côté nord en passant par le tunnel du Chambon.
Lors de la vidange totale du barrage, on peut apercevoir l'ancien tracé de la RN 91, suivant le torrent de la Romanche et traversant le cours d'eau par un pont, près des ruines de hameaux noyés eux aussi dans le lac du Chambon.

## Les Ruines de Séchilienne

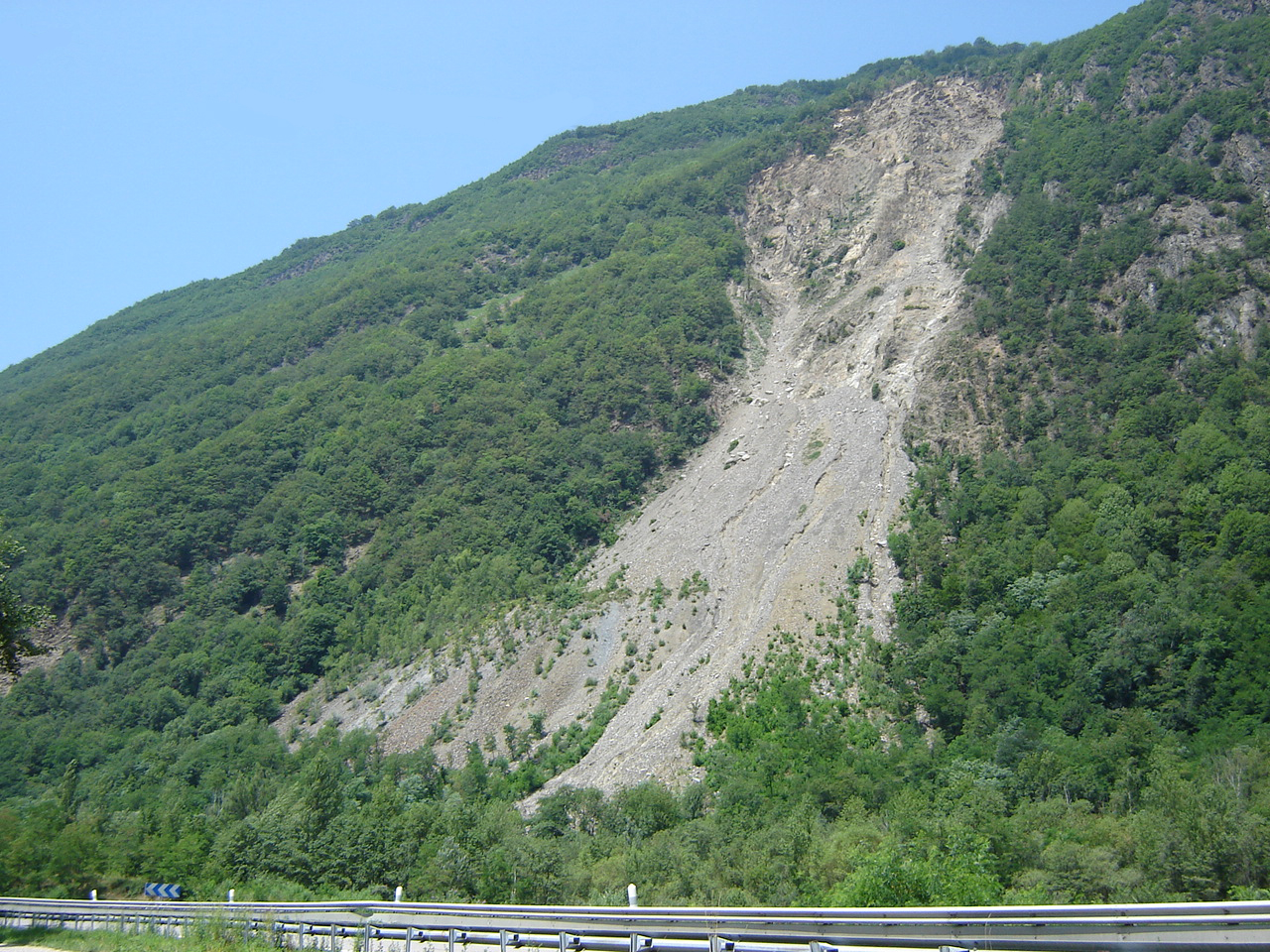
Les Ruines de Séchilienne en 2006.

Le site des Ruines de Séchilienne est le lieu d'un mouvement de terrain complexe, lié à la désagrégation de la montagne du Mont Sec. C'est l'un des plus importants terrains d'étude scientifique des phénomènes gravitaires en Europe. Il existe un risque lié à un mouvement de terrain de grande ampleur menaçant la basse vallée de la Romanche, avec notamment possibilité de formation d'un barrage naturel sur ce cours d'eau. Des études poursuivies dans la durée ont permis son suivi sur plus de 25 ans et une réévaluation du risque, revu à la baisse. Ce risque est toutefois à l'origine de différents travaux près du site, dont un déplacement du tracé de la route départementale 1091, qui a été inauguré dans le courant des années 2010.

## 2015 - 2017: Fermeture du tunnel du Chambon, travaux, puis réouverture

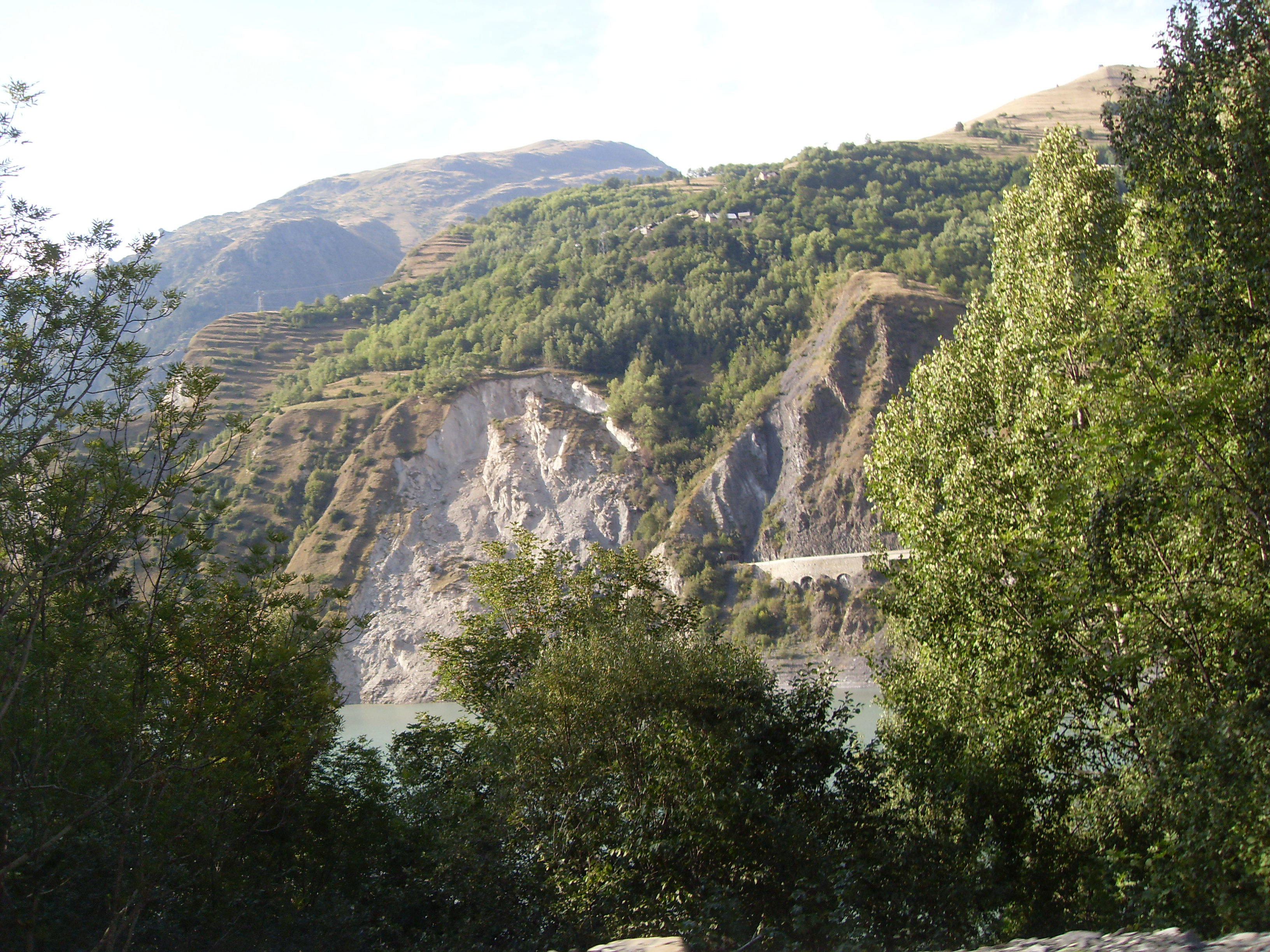
La route RD 1091 au niveau de l'entrée est du tunnel du chambon, avec le glissement de terrain de 2015, qui a fragilisé une partie du tunnel.

### Fermeture du tunnel du Chambon et coupure de la RD 1091
Le 10 avril 2015, le tunnel du Chambon dans l'Isère, entre la Grave (Hautes-Alpes) et le Freney-d'Oisans (Isère), est complètement fermé à la circulation, pour cause d'éboulements et glissements de terrain ayant fragilisé l'ouvrage. Ceci provoque une coupure totale de la D1091 et d'importants problèmes de circulation dans la vallée, pour les habitants comme pour les professionnels et touristes habitués à l'emprunter. Cet événement a eu des conséquences importantes pour les villages proches, et l'état de catastrophe naturelle a été reconnu pour trois d'entre eux, particulièrement affectés car cet axe était le principal accès vers celles-ci,,. La coupure occasionnée par cet événement a duré plusieurs mois et des solutions de remplacement ont dû être trouvées.

### Les déviations routières et autres solutions de court terme
Des déviations routières ont été mises en place : au nord du massif montagneux par le col du Galibier (petite route de montagne ouverte uniquement en été), ou le tunnel du Fréjus et le col de Montgenèvre (avec passage par l'Italie); au sud du massif via le col de la Croix Haute et Gap. Ces déviations occasionnant entre deux et quatre heures de route, des solutions pour le trafic local ont été mises en place de façon précaire pendant les premiers mois de fermeture du tunnel : accès à pied par un chemin de randonnée, navettes lacustres, navettes héliportées, certains résidents et professionnels du secteur ayant à passer quotidiennement d'une rive à l'autre du lac pour aller de leur résidence à leur lieu de travail.

### La route de secours

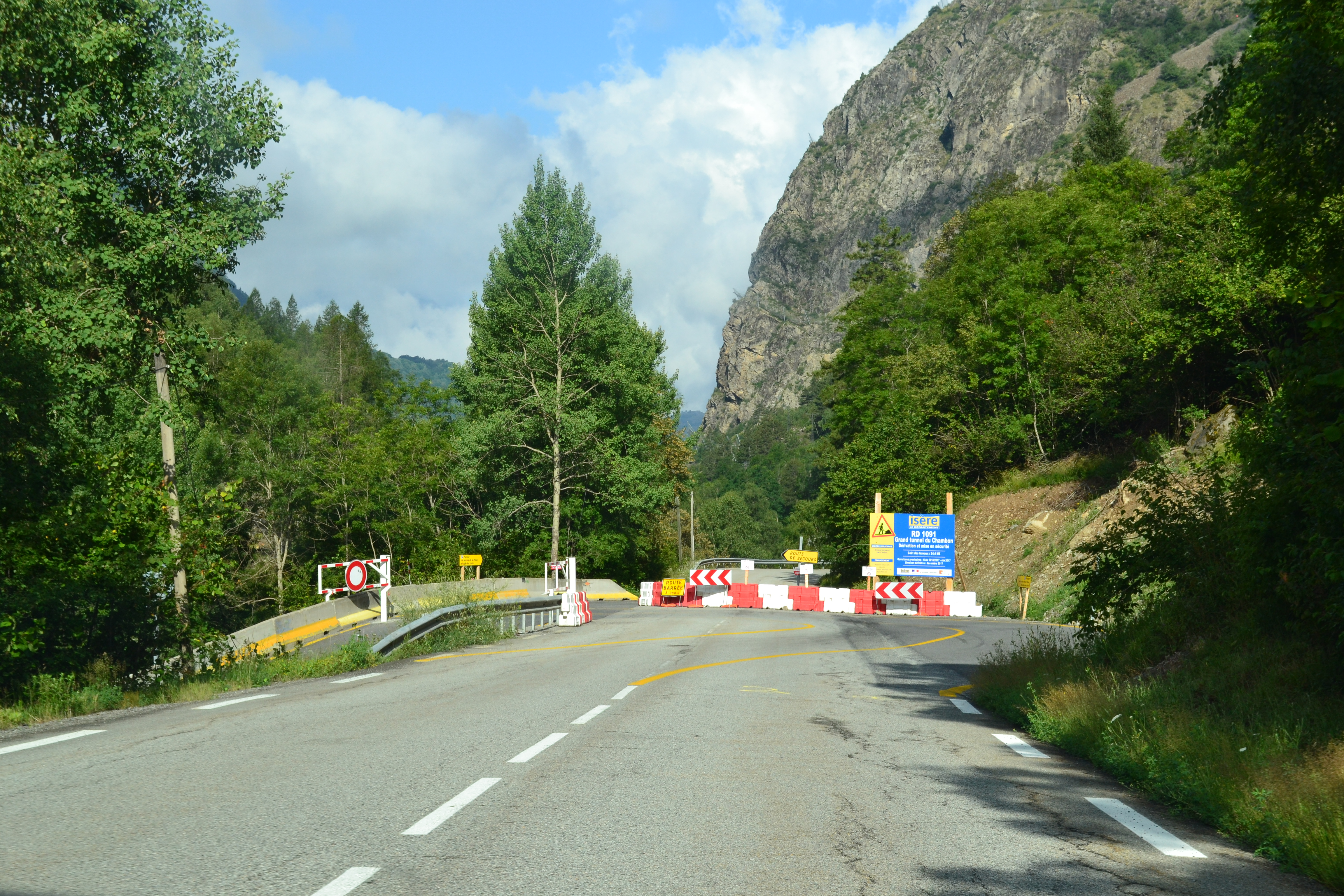
L'entrée de la Route de secours 1091, depuis la RD 1091, côté Hautes-Alpes.

Une route de secours (RS 1091) a été ouverte sur la rive gauche du lac le 24 novembre 2015. Cette piste de secours, conçue pour absorber le trafic local, reste cependant déconseillée aux touristes, bien qu'elle soit accessible selon certaines conditions.
Cette route elle-même a par moments connu quelques périodes de fermeture allant de quelques heures à quelques jours, en raison de déclenchement d'avalanches, d'affaissement de talus, d'éboulements ou de fort risque d'avalanche.

### Travaux de dérivation, réouvertures temporaires, réouverture définitive du tunnel
Les travaux de percement d'un tunnel de dérivation, menés par le Département de l'Isère, ont commencé en mai 2016. Ce tunnel de dérivation est creusé plus profondément dans la montagne et permet d'éviter la zone fragilisée.
Du 17 décembre 2016 au 6 mars 2017, a lieu une réouverture temporaire du tunnel, encore en travaux, afin de permettre le passage des automobiles pour la saison de sports d'hiver (la route de secours est close pendant cette période). Une nouvelle période de fermeture pour travaux a lieu à partir du 6 mars 2017, accompagnée d'une réouverture de la route de secours. Une réouverture en journée du tunnel est ensuite prévue du 13 juillet 2017 au 21 août, avant une ouverture définitive prévue à la mi-décembre 2017.
Peu avant sa réouverture définitive, le tunnel connaît cependant des périodes de réouverture de quelques heures par jour à partir du 11 décembre 2017, en raison de la fermeture temporaire du col du Lautaret et de la route de secours du fait des conditions climatiques, d'enneigement et de risque d'avalanche. En effet, si le tunnel n'avait été ouvert, tout accès routier entre le canton de La Grave et Villar-d'Arène et le reste du monde aurait été coupé,,,.
L'ouverture définitive du tunnel après la fin des travaux a eu lieu le 15 décembre 2017, après deux ans et demi de fermeture.

## Étude de vulnérabilité de l'axe Briançon-Grenoble

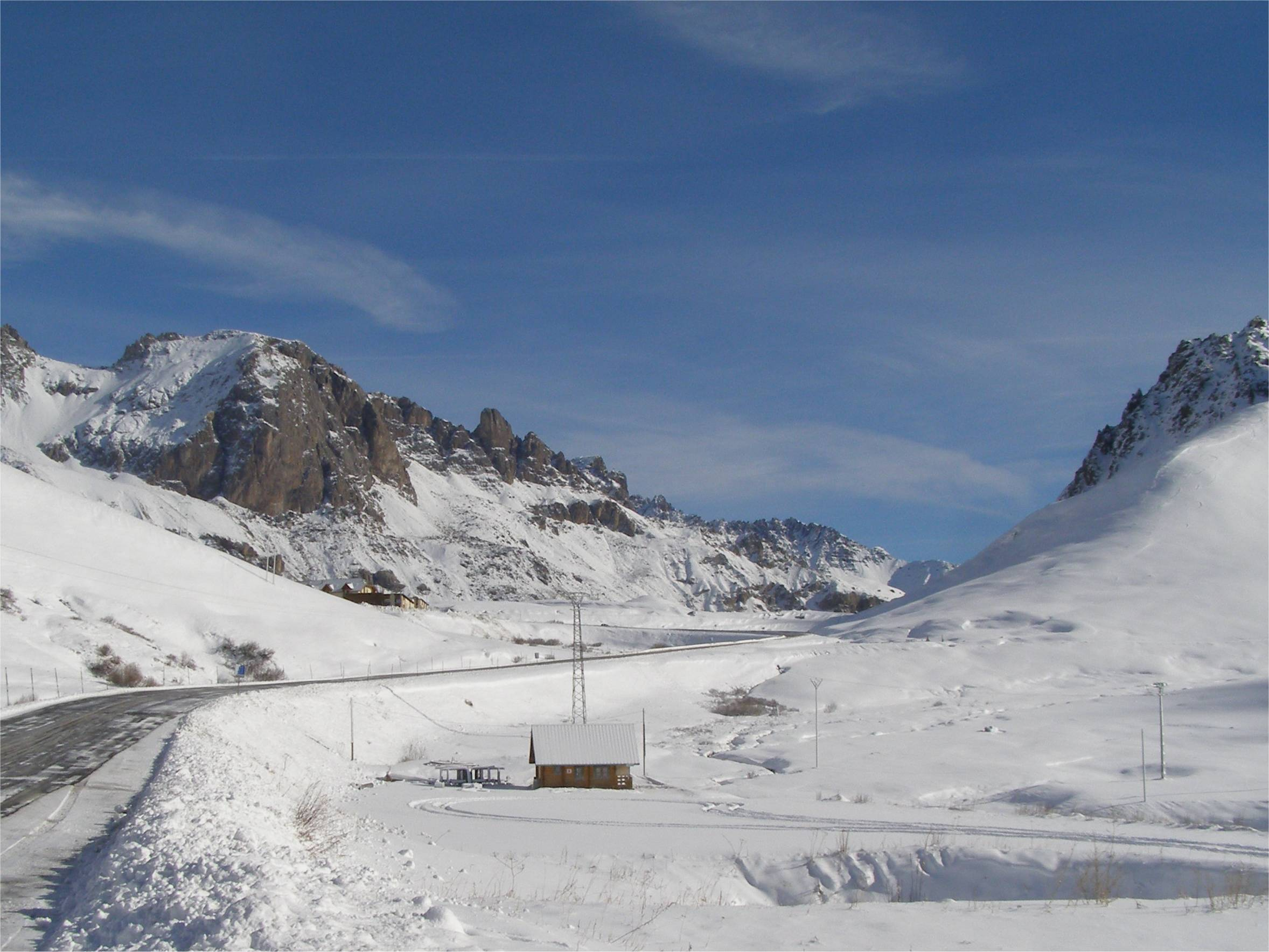
Le col du Lautaret dans la neige.

À la suite de la fermeture prolongée de la route en 2015 et à plusieurs événements précédents ayant provoqué des accidents et des fermetures de moindre importance de la RN 91 / RD 1091 au fil des ans, une étude de vulnérabilité de cet axe est prévue par les Départements des Hautes-Alpes et de l'Isère, avec cofinancement par l’État français et les Régions Provence-Alpes-Côte-d'Azur et Auvergne-Rhône-Alpes,.